# 응오꾸옌군
응우꾸옌군(베트남어: Quận Ngô Quyền / 郡吳權)는 베트남 하이퐁시에 있는 행정 구역이다. 2018년을 기준으로 면적은 11 km2, 인구는 212,413명이다. 응오꾸옌이라는 이름은 응오 왕조를 건국한 응오꾸옌(吳權)에서 유래한다.

## 개요
응우꾸옌군은 1961년 7월 5일 설립되었다.
응우꾸옌군은 껌강을 따라 거의 모든 주요 항구 지역을 포함하여 도시의 북동부에 위치한 하이퐁 시의 7개 내륙 지역 중 하나이다. 북쪽은 껌강을 통해 투이응우옌현과 접경해 있고, 동쪽은 하이안군과 접경해 있다. 남쪽은 락짜이강을 가로지르는 즈엉낀군과 접경해 있다. 서쪽은 홍방군과 레쩐군의 경계를 이룬다.
응우꾸옌군은 중요한 교통 허브인 하이퐁과 베트남 기타 지역, 다른 국가 간, 해상과 하천 운송 시스템으로 연결될 수 있는 장소이다. 1천만 톤 이상의 화물, 공항 터미널 시스템을 따라 기차역과 5번 고속도로가 지나간다. 특히, 항구의 운영은 일반적으로 하이퐁시와 특히 응오꾸옌군의 경제 구조 형성에 결정적인 역할을 한다.

## 행정구역
응오꾸옌군은 13개의 방(坊)을 관할한다.
- 까우닷 (Cầu Đất / 梂坦)
- 까우째 (Cầu Tre / 梂椥)
- 당장 (Đằng Giang / 藤江)
- 동케 (Đông Khê / 東溪)
- 동끄옥빈 (Đổng Quốc Bình / 董國平)
- 자비엔 (Gia Viên / 家園)
- 락짜이 (Lạch Tray / 瀝齋)
- 락비엔 (Lạc Viên / 樂園)
- 레러이 (Lê Lợi / 黎利)
- 르엉카인티엔 (Lương Khánh Thiện / 梁慶善)
- 마이짜이 (Máy Chai / 邁寨)
- 마이떠 (Máy Tơ / 邁絲)
- 반미이 (Vạn Mỹ / 萬美)

## 명소
- 동케 사원